# Armée de réserve de travailleurs
Pour les articles homonymes, voir Armée de réserve.
 (septembre 2016).
Si vous disposez d'ouvrages ou d'articles de référence ou si vous connaissez des sites web de qualité traitant du thème abordé ici, merci de compléter l'article en donnant les références utiles à sa vérifiabilité et en les liant à la section « Notes et références ».
L'armée de réserve de travailleurs est un concept d'économie politique étudié par Karl Marx. Il est développé dans le chapitre 25 de son livre Le Capital. Ce concept entretient des rapports avec le phénomène du chômage dans les sociétés capitalistes. Des expressions synonymiques comme « armée de réserve industrielle » ou « surplus relatif de population » sont utilisables pour désigner l'armée de réserve de travailleurs.
Le terme « chômeurs » suppose un filtre idéologique particulier. Il couvre un champ sémantique différent. Avant l'ère capitaliste le chômage structurel à grande échelle a rarement existé, sauf dans le cas de grands désastres naturels ou de guerres importantes. Le mot « emploi » est donc idéologiquement un produit de l'ère capitaliste. En outre le nom « chômeurs » désigne ceux qui cherchent un emploi alors que le « surplus relatif de population » inclut aussi ceux qui sont dans l'incapacité de travailler. L'usage du mot « armée » compare le travailleur à un conscrit, enrégimenté sur le lieu de travail par une hiérarchie, sous le commandement ou l'autorité des détenteurs du capital. Il laisse également entendre que la bourgeoisie parvient à diviser le prolétariat, donc à briser la lutte des classes, par l'instrumentalisation du sous-prolétariat transformé, sans en avoir conscience, en soldat de l'ordre établi.
Un niveau permanent de chômage présuppose une population active, qui est dans une large mesure tributaire d'une rémunération ou d'un salaire pour vivre, sans avoir d'autres moyens de subsistance. Il suppose aussi le droit des entreprises d'embaucher et de congédier les employés en fonction des conditions commerciales ou économiques.
Marx soutient qu'il n'y a pas de loi sérieuse et pérenne concernant la population possédante. Chaque mode de production a ses propres lois démographiques. S'il y avait surpopulation dans la société capitaliste, ce serait une surpopulation selon les critères de l'accumulation du capital. Par conséquent, la démographie ne peut se contenter de classer les gens de diverses façons. Il lui faut aussi étudier les rapports sociaux  et les  rapports de production. S'il y a suffisamment de ressources sur la planète pour fournir à tous un niveau de vie décente, l'argument selon lequel il y a « trop de gens » ne tient pas[évasif].

## Origine du concept
Bien que l'idée de l'armée industrielle de réserve du travail soit étroitement associée à Marx, elle circulait déjà dans le mouvement ouvrier britannique dans les années 1830. La première mention de l'armée de réserve de main-d'œuvre chez Marx se rencontre dans un manuscrit de décembre 1847 qu'il n'a pas publié.

« La grande industrie nécessite en permanence une armée de réserve de chômeurs pour les périodes de surproduction. Le but principal de la bourgeoisie par rapport à l'ouvrier est, bien sûr, d'obtenir le travail en tant que matière première au plus bas coût possible, ce qui n'est possible que lorsque la fourniture de ce produit est la plus grande possible en comparaison de la demande, c'est-à-dire quand la surpopulation est la plus grande. La surpopulation est donc dans l'intérêt de la bourgeoisie, et elle donne de bons conseils aux travailleurs dont elle sait qu'ils sont impossibles à réaliser. Comme le capital n'augmente que s'il emploie des travailleurs, l'augmentation de capital entraîne une augmentation du prolétariat, et, comme nous l'avons vu, conformément à la nature de la relation entre capital et travail, l'augmentation du prolétariat doit en comparaison s'effectuer de façon encore plus rapide. La […] théorie […] qui est aussi exprimée comme une loi de la nature, selon laquelle la population croît plus vite que les moyens de subsistance, est très apprécié de la bourgeoisie, puisqu'elle lui permet de faire taire sa conscience, de faire de la dureté de cœur un devoir moral, de faire passer des conséquences sociales pour des conséquences naturelles, et lui donne enfin la possibilité d'assister à la destruction du prolétariat par la famine aussi calmement que s'il s'agissait d'autres événements naturels, sans s'émouvoir, et, d'autre part, de considérer que la misère du prolétariat est sa propre faute et de le punir. Pour sa sécurité, le prolétaire peut retenir son instinct naturel par la raison, et ainsi, grâce à un encadrement moral, stopper la loi de la nature dans ses développements préjudiciables. »

— Karl Marx, Travail salarié et Capital

## DansLe Capital
Marx utilise à nouveau le concept dans le chapitre 25 du premier volume du Capital, qu'il fait publier vingt ans plus tard, en 1867, déclarant que :

« L'accumulation capitaliste elle-même […] produit constamment, et à raison directe de sa propre énergie et de son expansion, une population relativement redondante des travailleurs, c'est-à-dire une population plus grande que celle des besoins moyens nécessaires à la valorisation du capital, et donc un surplus de la population […] c'est l'intérêt absolu de chaque capitaliste de s'appuyer, pour une quantité donnée de travail,  sur le plus petit nombre de travailleurs, plutôt que sur un  plus grand nombre, si le coût est sensiblement le même […] plus étendue est l'échelle de production, plus fort est ce motif. Sa force augmente avec l'accumulation du capital. »

La logique de son argument repose sur le fait que, au fur et à mesure du développement du capitalisme, la part organique du capital augmente, ce qui signifie que la masse du capital constant croît plus vite que la masse du capital variable. Moins de travailleurs sont requis pour produire tout ce qui est nécessaire aux besoins de la société. En outre, le capital se concentre dans un nombre restreint de mains. Il se centralise.
C'est une tendance historique absolue. Dès lors un taux croissant de la population active est désigné comme excédentaire à en croire les exigences de l'accumulation du capital. Paradoxalement, plus la société est prospère, plus grande est l'armée industrielle de réserve. On pourrait ajouter que plus la société est prospère, plus elle peut accepter des gens ne travaillant pas, qu'ils soient rentiers ou misérables.
Marx développe plus loin son raisonnement. Selon l'état de l'économie, l'armée de réserve du travail augmente ou diminue, alternativement intégrée ou mise à l'écart de la main-d'œuvre employée. Ainsi :

« Pris comme un tout, les mouvements généraux des salaires sont exclusivement régulés par la dilatation et la contraction de l'armée industrielle de réserve, et celles-ci correspondent à des changements périodiques du cycle industriel. Ils ne sont, par conséquent, pas déterminés par les variations du nombre absolu de la population active, mais par les proportions variables dans laquelle la classe ouvrière est divisée en armée active et de réserve, par l'augmentation ou la diminution de la quantité relative de l'excédent de population, selon qu'elle soit tour à tour intégrée, ou libérée. »

Marx conclut que « la surpopulation relative est donc le pivot autour duquel s'articulent la loi d'offre et de demande du travail. » La disponibilité du travail influe sur le montant des salaires. Plus la population active au chômage grandit, plus les salaires baissent. À l'inverse, s'il y a des emplois disponibles et un faible niveau de chômage, cela tend à élever le niveau moyen des salaires. Dans ce cas les travailleurs sont à même de changer d'emploi rapidement pour obtenir une meilleure rémunération.

## Composition de la surpopulation relative
Marx soutient que la surpopulation relative a toujours trois formes : la flottante, la latente et la stagnante.
- La partie flottante se réfère aux chômeurs temporaires (« chômage frictionnel »).

- La partie latente se compose du segment de la population qui n'est pas encore pleinement intégré dans la production capitaliste, par exemple une partie de la population rurale. Elle forme un réservoir de travailleurs potentiels pour les industries.

- La partie stagnante se compose des personnes marginalisées à « l'emploi extrêmement irrégulier ».

Il ajoute une strate résiduelle qui « habite l'enfer du paupérisme ». À l'exception des criminels, vagabonds et prostituées, elle comprend ceux qui sont encore capables de travailler, les orphelins et les enfants pauvres, les ouvriers hyper-spécialisés « démonétisés », ceux qui ont passé l'âge normal de travailler et les victimes directes de l'industrie. 
Marx analyse dans le détail l'armée de réserve du travail en utilisant des données propres à la Grande-Bretagne car il y vivait.

## Controverses

### Chômage et paupérisation
Certains auteurs ont interprété le raisonnement de Marx comme aboutissant à une paupérisation absolue de la classe ouvrière sur le long terme. Les travailleurs seraient de plus en plus pauvres et le chômage croîtrait constamment. Ce point de vue est discutable à la lumière des faits, car à différentes époques, dans différents pays, le niveau de vie des travailleurs s'est nettement amélioré. Durant certaines périodes le chômage a été réduit à un niveau très faible. Si pendant la Grande Dépression environ un travailleur sur quatre est devenu chômeur, durant le boom économique d'après-guerre, le chômage, dans les pays les plus riches, a nettement décru.
D'autres auteurs (Ernest Mandel et Roman Rosdolsky) ont toutefois fait valoir qu'en vérité Marx n'élabore pas la théorie d'une paupérisation absolue de la classe ouvrière. Il envisage une paupérisation relative : le fossé entre riches et pauvres croît. Les riches s'enrichissent beaucoup plus vite que les travailleurs ordinaires n'améliorent leur niveau de vie.
Enfin le niveau de chômage semble aussi être fondé sur l'équilibre des forces entre les classes sociales. Les politiques étatiques reflètent cet équilibre. Les gouvernements peuvent permettre un accroissement du chômage, ou mettre en œuvre des plans de création d'emplois. Le taux de chômage est donc partiellement tributaire du politique. Il ne résulte pas d'une pure mécanique économique.

### Surpopulation et croissance
Un autre différend concerne la notion de « surpopulation ». Contemporain de Marx, Malthus a prédit que la croissance démographique engendrée par la richesse capitaliste aboutirait à un dépassement des capacités de production alimentaire. Or, de l'avis de Marx, l'idée de « surpopulation » est une construction idéologique ou sociale. Les marxistes ont donc considéré que l'analyse de Malthus n'était pas concluante : la nourriture peut être produite en quantité suffisante pour tous. Si une pénurie existe, elle naît des modes de production et de distribution, non d'une incapacité technique à satisfaire la demande.

### Chômage subi ou choisi
Dans le domaine de la protection sociale, il y a aussi des conflits récurrents sur le fait de savoir si le sous-emploi résulte d'un choix ou d'une contrainte imposée, s'il est subi ou choisi.  Lors de la Grande Dépression des années 1930, lorsque le chômage est passé à 20-30 % de la population active dans de nombreux pays, les gens pensaient généralement que le chômage était involontaire. Mais dès les niveaux de chômage deviennent relativement faibles, l'argument selon lequel le chômage est une question de choix est plus souvent entendu.

### Autres controverses
Enfin, il existe des controverses sans fin sur la meilleure façon de mesurer le chômage, ses coûts et ses effets, et dans quelle mesure un degré de chômage est inévitable dans un pays avec un marché du travail développé. Selon le concept du taux de chômage n'accélérant pas l'inflation, la stabilité des prix dans les sociétés basées sur une économie de marché exige nécessairement une certaine quantité de chômage. L'une des raisons justifiant l'existence serait qu'un niveau de chômage trop bas stimulerait l'inflation. Toutefois, la validité de cet argument dépend aussi de la politique économique de l'État, et sur la capacité des travailleurs à augmenter leur salaire. Si par exemple les syndicats sont légalement dans l'impossibilité d'organiser les travailleurs, alors même si le chômage est relativement faible, les salaires moyens peuvent être maintenus bas. Dans ce cas, le seul moyen individuel des travailleurs d'augmenter leurs revenus, est de travailler plus d'heures ou de parvenir à atteindre par leurs propres moyens des emplois mieux rémunérés.

## Une armée de réserve de travailleurs mondiale?
Marx a écrit cette théorie dans le milieu du XIXe siècle, et sa discussion sur le chômage pourrait donc être, en partie, obsolète, en particulier lorsque considérée uniquement au niveau national. Cependant, son analyse peut continuer à être considéré comme valide si on la considère globalement, au niveau mondial[évasif].
Un rapport de l'Organisation internationale du travail (OIT) de 2010 indique que la proportion de chômeurs dans le monde a atteint un niveau record en 2009 par rapport à 2007[réf. nécessaire].
La moitié de tous les travailleurs dans le monde - quelque 1,4 milliard de travailleurs pauvres - vivent actuellement dans des familles qui survivent avec moins de 2 dollars américains par jour et par personne. Ils travaillent dans le vaste secteur informel - de l'agriculture à la pêche, en milieu rural ou urbain - sans allocation, sécurité sociale ou soins de santé. 633 millions de travailleurs et leurs familles vivaient avec moins de 1,25 $ US par jour en 2008, et 215 millions de travailleurs supplémentaires  vivaient à la marge et avec de forts risques de tomber dans la pauvreté en 2009.
Le chômage en termes de personnes réellement sans emploi est à son point le plus haut que jamais et continue d'augmenter[réf. nécessaire]. Au cours des dix dernières années, le chômage officiel a augmenté de plus de 25 % et s'élève maintenant à 212 millions dans le monde, soit 6,6 % de l'effectif global. Chômage et sous-employés totalisent environ un milliard de personnes. «Sous-employés» signifie généralement que les travailleurs sont incapables de trouver du travail assez payés pour gagner suffisamment d'argent pour vivre : qu'ils travaillent à temps partiel ou exercent des emplois occasionnels. Cela est parfois appelé travail précaire. Mais une forme de sous-emploi concerne les travailleurs qualifiés, qui préfèrent travailler moins d'heures parce que leur salaire relativement élevé leur permet de le faire.
Parmi les chômeurs dans le monde, l'OIT estime qu'environ la moitié du total mondial sont des jeunes âgés de 15 à 24 ans.